# 北大学术猫
北大学术猫，是一只在北京大学校园生活的流浪猫，因为常到北大课堂上与学生一同听课而走红网络。北大学术猫因此还上了2009年中国网络红人榜和中国大学校园神兽排行榜。北京大学标识管理办公室还在校友返校日上推出了“北大学术猫”的纪念布偶。

## 特征
北大学术猫体型肥胖，短毛无尾。北大学术猫偏向于爱听美学和哲学课，也会自己开水龙头

## 经历
北大学术猫自2004年起出现在北大校园，喜欢同北大学生一起上课，喜欢和人长时间对视。2011年8月，北大学术猫被暑假留校的学生发现受伤骨折，在北大流浪猫关爱协会的帮助下，住进宠物医院治疗。